# Digitaria multiflora
Digitaria multiflora är en gräsart som beskrevs av Jason Richard Swallen. Digitaria multiflora ingår i släktet fingerhirser, och familjen gräs. Inga underarter finns listade i Catalogue of Life.